# 诺瓦伊斯
诺瓦伊斯是巴西圣保罗州的一个市镇。总面积116.929平方公里，总人口3661人，人口密度31.3人/平方公里。